# ما وراء الكلمات (فلم 1977)
ما وراء الكلمات (بالإنكليزية: Beyond Words) هو فيلم وثائقي من إنتاج عام 1997 من إخراج لويس فان غاسترين عن الحكيم الهندي مهير بابا في فترة عام 1967. 
تم تصويره في الهند جزئياً في عام 1967 على فيلم 35 ملم وبعد ثلاثين سنة من ذلك، في عام 1997، حول إلى الفيديو، هو واحد من الأفلام القليلة التي تم تصويرها عن الحكيم الصامت مهير بابا والتي يتميزتصويره بالصوت المتزامن والفيلم الوحيد له بالألون على شريط 35ملم. يقوم المخرج في الفيلم، بمقابلات مع ماهر بابا ويتناول اسئلة حول العثور على الله داخل الذات، وعن المخدرات والسينما. يتم تفسير إيماءات مهير بابا الصامتة إلى اللغة الإنجليزية من قبل تلميذه إرو جيسوالا.  يعتبر آخر الأفلام عن بابا والذي انتج بحرفية عالية من قبل جان دي بونت.  

## إنتاجه
تم تصوير لقطات الفيلم بالأصل ليكون فيلما روائيا طويلا أراد غاسترين في إنتاجه في الستينيات بعنوان «لا رحلات طيران إلى زغرب» (بالكرواتية: Nema aviona za Zagreb). توقف إنتاج الفيلم في عام 1969 وظل غير مكتمل لعدة عقود.  على الرغم من أن غاسترين لم يُظهر لقطات 1967 لبابا لمدة 30 عامًا، إلا أنه سمح لبيت تاونسند من فريق ذا هو بتضمين إثنين من الأطر الثابتة منه داخل بوابة ألبومه «من أتى أولا» (Who Came First) الذي انتجه في عام 1972 تخليدا لذكرى مهير بابا. 
في عام 1977، قرر غاستيرين أخيرا بالإفراج عن لقطات من الفيلم وأنتاج فيلما أقصر. هذه القصة القصيرة هي واحدة من أشهر أعمال غاستينر العالمية. وفي نهاية المطاف، اكتمل فيلم «لا رحلات طيران إلى زغرب» الذي أُطلق في عام 2012. 

## روابط خارجية
- مقالات تستعمل روابط فنية بلا صلة مع ويكي بيانات

- Beyond Words (Segment) على يوتيوب
- صور مهير بابا من منشورات ماهر نزار: 1967 تصوير
- ما وراء الكلمات  في قاعدة بيانات الأفلام على الإنترنت (بالإنجليزية)